# Asaphodes
Asaphodes là một chi bướm đêm thuộc họ Geometridae.

## Các loài
- Asaphodes abrogata
- Asaphodes amblyterma
- Asaphodes assata
- Asaphodes humeraria
- Asaphodes megaspilata
- Asaphodes nehata
- Asaphodes parora
- Asaphodes servularia